# وژپلی
وژپلی (به انگلیسی: Vazhappally) یک روستا در هند است که در Kottayam district واقع شده‌است.

## خصوصیات
وژپلی ۵۱٬۹۶۰ نفر جمعیت دارد.